# Towkacziwśkyj
Towkacziwśkyj (ukr. Товкачівський) – stacja kolejowa w miejscowości Perszotrawnewe, w rejonie korosteńskim, w obwodzie żytomierskim, na Ukrainie. Położona jest na linii Kalinkowicze – Szepetówka.
Od stacji odchodzą bocznice do pobliskich kamieniołomów kwarcytu.